# 列姆利亞河
列姆利亞河（烏克蘭語：Лемля），是烏克蘭的河流，位於該國北部，屬於伊爾沙河的左支流，發源自斯塔維謝附近，流經日托米爾州，河流全長17公里，流域面積105平方公里。